# Stina Gustavsson
Stina Elin Lillian Gustavsson, ogift Andersson, född 24 juni 1935 i Härlövs församling i Kronobergs län, död 25 februari 2018 i Töreboda i Västra Götalands län, var en svensk politiker (centerpartist), som var riksdagsledamot 1982–1985 samt 1986–1994.

## Biografi
Stina Gustavsson var hushållslärarinna vid Lanthushållsskolan i Ryssby i Småland och hemkonsulent för Kronobergs län. Som centerpartist invaldes hon i Ryssby kommunfullmäktige och efter att Ryssby 1971 införlivats i Ljungby kommun satt hon också som politiker i Ljungby, bland annat som ledamot av kulturnämnd och kommunstyrelse. Under en längre tid var hon ledamot av Kronobergs läns landsting, där hon engagerade sig särskilt i kultur- och hembygdsfrågor, Ljungby lasarett och tillkomst av gymnasium i Ryssby.
Hon var riksdagsledamot för Kronobergs läns valkrets 1982–1985 samt 1986–1994.
Vidare var Stina Gustavsson förbundsordförande för Sveriges hembygdsförbund från 1993 till 1998.
Hon gifte sig 1964 med John Gustavsson (född 1930), som också satt i Ljungby kommunfullmäktige.